# Alena Bartošová
Alena Bartošová (ur. 17 września 1944 r. w Pipicach) – czechosłowacka biegaczka narciarska, brązowa medalistka mistrzostw świata.

## Kariera
Jej olimpijskim debiutem były igrzyska w Sapporo w 1972 roku. W swoim najlepszym indywidualnym występie, w biegu na 5 km zajęła 16. miejsce. Wraz z koleżankami z reprezentacji zajęła ponadto szóste miejsce w sztafecie 3 × 5 km. Cztery lata później, podczas igrzysk olimpijskich w Innsbrucku zajęła 35. miejsce w biegu na 5 km oraz ponownie szóste miejsce w sztafecie 4 × 5 km.
W 1974 roku wystartowała na mistrzostwach świata w Falun. Osiągnęła tam największy sukces w swojej karierze zdobywając wspólnie z Blanką Paulů, Gabrielą Sekajovą i Miroslavą Jaškovską brązowy medal w sztafecie.

## Osiągnięcia

### Igrzyska olimpijskie
| Miejsce | Dzień     | Rok  | Miejscowość | Konkurencja             | Czas biegu | Strata   | Zwyciężczyni     |
| ------- | --------- | ---- | ----------- | ----------------------- | ---------- | -------- | ---------------- |
| 27.     | 6 lutego  | 1972 | Sapporo     | 10 km stylem klasycznym | 34:17,82   | +2:43,91 | Galina Kułakowa  |
| 16.     | 9 lutego  | 1972 | Sapporo     | 5 km stylem klasycznym  | 30:13,41   | +46,75   | Galina Kułakowa  |
| 6.      | 12 lutego | 1972 | Sapporo     | Sztafeta 3 × 5 km       | 48:46,15   | +3:00,01 | ZSRR             |
| 17.     | 10 lutego | 1976 | Innsbruck   | 10 km stylem klasycznym | 30:13,41   | +4:05,32 | Raisa Smietanina |
| 6.      | 12 lutego | 1976 | Innsbruck   | Sztafeta 4 × 5 km       | 1:07:49,75 | +3:38,08 | ZSRR             |

### Mistrzostwa świata
| Miejsce | Dzień     | Rok  | Miejscowość | Konkurencja            | Czas biegu | Strata | Zwyciężczyni    |
| ------- | --------- | ---- | ----------- | ---------------------- | ---------- | ------ | --------------- |
| 19.     | 18 lutego | 1974 | Falun       | 5 km stylem klasycznym | 15:17,42   | +49,09 | Galina Kułakowa |
| 3.      | 24 lutego | 1974 | Falun       | Sztafeta 4 × 5 km      | 1:02:57,39 | +55,18 | ZSRR            |